# Маркировка боеприпасов
Маркировка боеприпасов, Маркировка боевых припасов — условные знаки и авиабомбы, ракеты, торпеды, мины и так далее) и их укупорку.
Маркировка позволяет определять назначение, характеристики и правила обращения с боевыми припасами. Иногда под маркировкой понимают заводские клейма, содержащие код завода изготовителя и год изготовления.

## Правила маркировки боеприпасов в СССР и СНГ

### Маркировка патронов

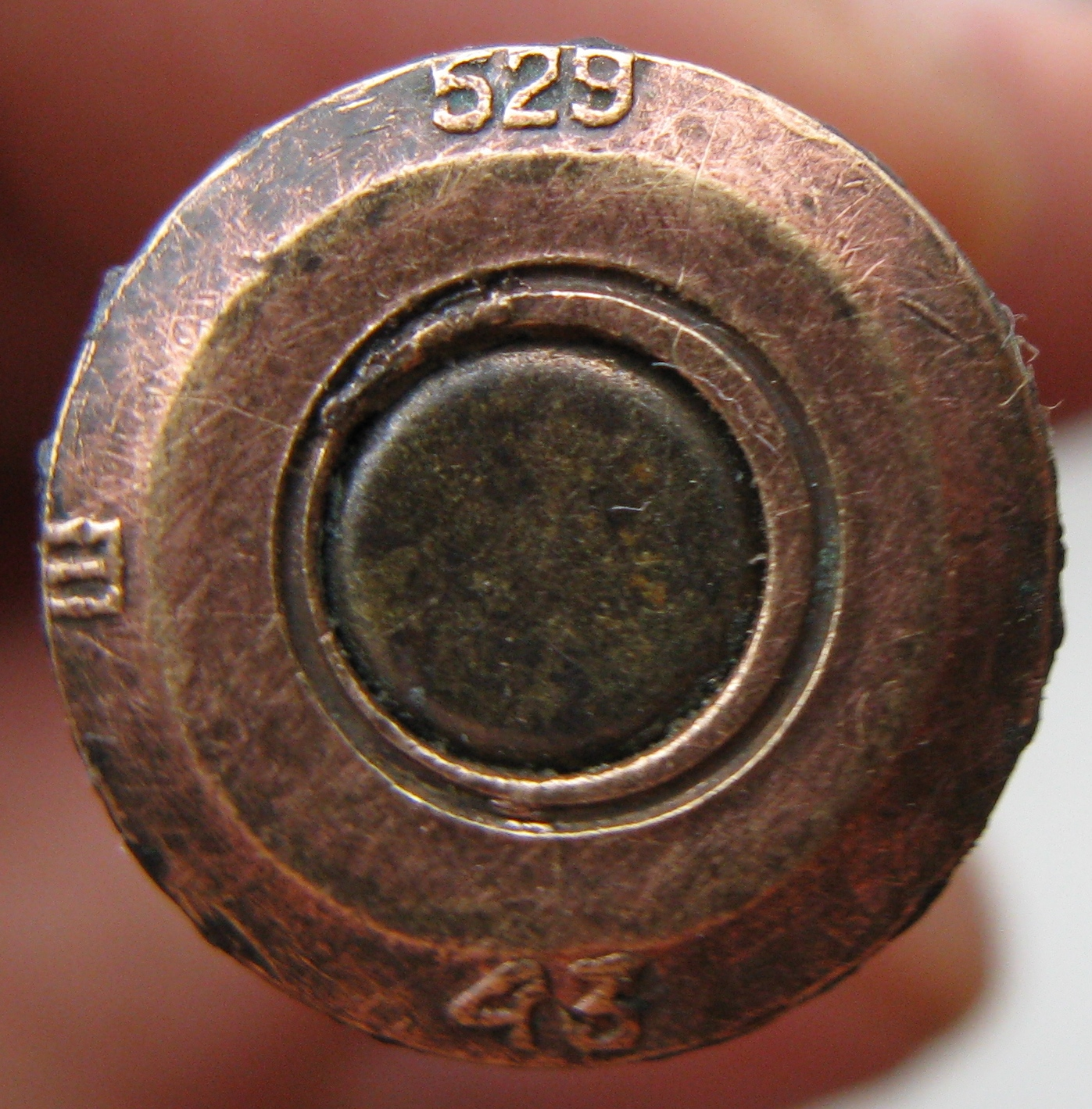
Клеймо на патроне для пулемёта ШКАС. Завод № 529 Новая Ляля

Маркировка патронов состоит, в общем случае, из соответствующей отличительной
окраски, знаков и надписей, наносимых как на составные части патронов, так и
на упаковку с патронами.

Маркировка наносится:

на гильзу — на торец донной части и боковую поверхность;

на пулю — на головную часть;

на упаковку — на деревянный ящик, металлическую коробку, влагонепроницаемый
пакет, картонную коробку и бумажный пакет.

На торце донной части гильзы наносится штампованием маркировка, содержащая
условный номер предприятия — изготовителя и год изготовления (две последние
цифры года). В период 1951-56 гг. год изготовления условно обозначался
буквой.
На торце донной части отдельных номенклатур гильз могут дополнительно
наноситься знаки в виде двух диаметрально расположенных пятиконечных
звездочек.

У 7,62-мм винтовочных патронов, предназначавшихся для стрельбы из авиационного пулемёта ШКАС, на торце донной части гильзы нанесена дополнительно буква Ш, a колпачок капсюля — воспламенителя покрыт красным лаком.

#### Сводная таблица (старая система ГРАУ)
| Тип боеприпасов                                                        | Назначение боеприпасов | Цветовая маркировка                                                                             | Буквенная маркировка (добавляется номер отдела*)       |
| ---------------------------------------------------------------------- | --- | ----------------------------------------------------------------------------------------------- | ------------------------------------------------------ |
| Стрелковые (57 — пехотные боеприпасы)                                  | Обыкновенный | отсутствует                                                                                     | (Н) — нормальный                                       |
| Стрелковые (57 — пехотные боеприпасы)                                  | Промежуточный (пистолетно-винтовочный) | отсутствует                                                                                     | (ПС) — промежуточный снаряд                            |
| Стрелковые (57 — пехотные боеприпасы)                                  | Облегченный (спортивный) | отсутствует                                                                                     | (БО) — боеприпас облегченный                           |
| Стрелковые (57 — пехотные боеприпасы)                                  | Вышибной | отсутствует                                                                                     | В                                                      |
| Стрелковые (57 — пехотные боеприпасы)                                  | Зажигательный | красный                                                                                         | З                                                      |
| Стрелковые (57 — пехотные боеприпасы)                                  | Трассирующий | зелёный                                                                                         | Т                                                      |
| Стрелковые (57 — пехотные боеприпасы)                                  | Бронебойно-зажигательный с пулей БЗ (только для мелко- и средне- (нормально-) калиберного оружия — то есть упор на зажигательном действии пули) | чёрно-красный                                                                                   | БЗ                                                     |
| Стрелковые (57 — пехотные боеприпасы)                                  | Винтовочный с тяжёлым сердечником | серебристый (до 1978 года)                                                                      | Д                                                      |
| Стрелковые (57 — пехотные боеприпасы)                                  | Бронебойно-зажигательный с пулей БС (только для крупнокалиберного оружия — то есть упор на пробитии) | чёрный-красный — до места обжима дульца гильзы.                                                 | БС                                                     |
| Стрелковые (57 — пехотные боеприпасы)                                  | Бронебойно-зажигательно-трассирующими | красный-фиолетовый                                                                              | БЗТ                                                    |
| Стрелковые (57 — пехотные боеприпасы)                                  | Зажигательно-пристрелочный | красный                                                                                         | ЗП                                                     |
| Стрелковые (57 — пехотные боеприпасы)                                  | С уменьшенной скоростью | чёрный-зелёный                                                                                  | УС                                                     |
| Стрелковые (57 — пехотные боеприпасы)                                  | С тяжёлой пулей (боевой снаряд) | жёлтый                                                                                          | (ТС или Д) — дальнобойный                              |
| Стрелковые (57 — пехотные боеприпасы)                                  | Повышенной мощности (испытательный снаряд (Щ)) | чёрный                                                                                          | (УЗ или У) — усиленный заряд                           |
| Стрелковые (57 — пехотные боеприпасы)                                  | С увеличенным калибром (испытательный снаряд (Щ)) | жёлтый — до места обжима дульца гильзы.                                                         | (ВД или У) — [пуля] высокого давления                  |
| Стрелковые (57 — пехотные боеприпасы)                                  | Учебный | на гильзе борозды                                                                               | У или Ч                                                |
| Стрелковые (57 — пехотные боеприпасы)                                  | Холостой | нечего окрашивать (так как нет самой пули)                                                      | Х                                                      |
| Стрелковые (57 — пехотные боеприпасы)                                  | Сигнальный | окрашивают в цвет сигнала                                                                       | СН или СД — (сигнальный ночной или сигнальный дневной) |
| Стрелковые (57 — пехотные боеприпасы)                                  | Травматический | резиновая пуля без пометки                                                                      | ТП                                                     |
| Стрелковые (57 — пехотные боеприпасы)                                  | Нелетального действия | белая оболочка пули                                                                             | ПНД                                                    |
| Артиллерийские боеприпасы (53)                                         | Осколочные (обычная осколочный, осколочно-зажигающий, осколочно-трассирующий, осколочно-зажигательно-трассирующий, осколочно-фугасный, осколочно-химический) | зажигающие — красный, трассирующие — зелёный, фугасные — оранжевый, химические — светло-зелёный | соответственно: (О, ОЗ, ОР, ОЗР, ОФ, ОХ)               |
| Артиллерийские боеприпасы (53)                                         | Снаряды раздельного заряжания — специальное обозначение (В) в начале полного названия снаряда. Например : (5)3-ВОФ-530А — 122мм(530) осколочно-фугасный снаряд раздельного заряжания с корпусом из сталистого чугуна(А) от другого орудия пригодного к стрельбе (536 — от своего орудия кал. 122 мм, 530 — от любого другого 122 мм орудия) |                                                                                                 |                                                        |
| Артиллерийские боеприпасы (53)                                         | Практические — специальное обозначение (П) в начале полного названия снаряда |                                                                                                 |                                                        |
| Артиллерийские боеприпасы (53)                                         | Унитарные — специальное обозначение (У) в начале полного названия снаряда |                                                                                                 |                                                        |
| Артиллерийские боеприпасы (53)                                         | Трассирующий | зелёный                                                                                         | Р                                                      |
| Артиллерийские боеприпасы (53)                                         | Трассёр (видимая траектория полета снаряда) | (не является снарядом)                                                                          | ЧР                                                     |
| Артиллерийские боеприпасы (53)                                         | Химические (химический с стойкими ОВ, химический с нестойкими ОВ, химические с ядовито-дымными ОВ) | светло-зелёный                                                                                  | ХС, ХН, ХД соответственно                              |
| Артиллерийские боеприпасы (53)                                         | Фугасные | оранжевый                                                                                       | Ф                                                      |
| Артиллерийские боеприпасы (53)                                         | Бронебойно-кумулятивные (кумулятивный оперенный, кумулятивный прожигающий (вращающийся)) | кумулятивные — жёлтый                                                                           | БК, БП соответственно                                  |
| Артиллерийские боеприпасы (53)                                         | Целеуказательные (осветительный и дымовой (или пристрелочно-целеуказательный (зависит от способа применения))) | осветительный — белый, дымовые — отсутствует                                                    | соответственно (СЦ, ДЦ)                                |
| Артиллерийские боеприпасы (53)                                         | Кассетный | отсутствует                                                                                     | К                                                      |
| Артиллерийские боеприпасы (53)                                         | Разрывные | отсутствует                                                                                     | Ж                                                      |
| Артиллерийские боеприпасы (53)                                         | Противорадиолокационный | отсутствует                                                                                     | (РЛ) — радиолокация                                    |
| Артиллерийские боеприпасы (53)                                         | Шрапнель | отсутствует                                                                                     | Ш                                                      |
| Артиллерийские боеприпасы (53)                                         | Картечь | отсутствует                                                                                     | Щ                                                      |
| Артиллерийские боеприпасы (53)                                         | Бронебойные(бронебойно-трассирующие калиберный и подкалиберный снаряды, бронебойно-зажигательно-трассирующие, бронебойно-фугасные) | отсутствует                                                                                     | БР-К(П), БЗР, БФ соответственно                        |
| Артиллерийские боеприпасы (53)                                         | Агитационный | отсутствует                                                                                     | А                                                      |
| Артиллерийские боеприпасы (53)                                         | Бетонобойный | отсутствует                                                                                     | Г                                                      |
| Гранаты (57 -пехотные боеприпасы)                                      | Вышибная | отсутствует                                                                                     | ГВ                                                     |
| Гранаты (57 -пехотные боеприпасы)                                      | Боевая | зелёная                                                                                         | Г                                                      |
| Гранаты (57 -пехотные боеприпасы)                                      | Осколочная | зелёная                                                                                         | ГО                                                     |
| Гранаты (57 -пехотные боеприпасы)                                      | Кумулятивные (противотанковые) гранаты | чёрная либо жёлтая полоса на конце боевой части гранаты                                         | ГК                                                     |
| Гранаты (57 -пехотные боеприпасы)                                      | Учебная | чёрный цвет                                                                                     | ГУ                                                     |
| (*) — 53, 57 — номера отделов, которому принадлежат образцы вооружения | |                                                                                                 |                                                        |

### Маркировка упаковки патронов
Маркировка упаковки патронов выполняется этикетками и ярлыками.
Маркировка на упаковку наносится окрашиванием по трафарету, штемпелеванием, типографским способом или специальной маркировочной машиной.

#### Маркировка ящика
Маркировка ящика содержит: на крышке — масса (брутто, кг); транспортный знак, указывающий разряд груза (цифра «2» в равностороннем треугольнике, вершина которого направлена в сторону крепления петель). С 1990 года взамен разряда груза (цифры «2») в равностороннем треугольнике стали наносить условный номер опасного груза и знак опасности или классификационный шифр, характеризующие транспортную опасность груза по ГОСТ 19433—88. Знак опасности выполняется типографским способом на бумажном ярлыке, который приклеивается к крышке ящика.
На ящики с учебными патронами знак разряда груза или условный номер опасного груза и маркировка о транспортной опасности груза не наносятся.
На боковую стенку ящика с патронами к стрелковому оружию наносятся следующие условные обозначения патронов: надписи «ОБР. 43», «СНАЙПЕРСКИЕ», «ВИНТОВОЧНЫЕ», «ПИСТОЛЕТНЫЕ»; номер партии; год изготовления (две последние цифры); условный номер завода-изготовителя; маркировка партии пороха; количество патронов; количество обтюраторов (для 7,62-мм патронов обр. 1943 года с пулей с уменьшенной скоростью УС); отличительная полоса, знак или надпись, характеризующие вид пули и (или) патрона.
На боковую стенку ящика, содержащего влагонепроницаемые пакеты с патронами, дополнительно наносится в две строки надпись «ВЛАГОНЕПРОНИЦАЕМЫЕ ПАКЕТЫ».
Условное обозначение патронов состоит из обозначения калибра — в виде числовой величины в миллиметрах (без указания размерности); условного обозначения вида пули или вида патрона; условного обозначения гильзы (по материалу, из которого она изготовлена).
Для холостых патронов взамен условного обозначения вида пули, патрона и гильзы наносится надпись «ХОЛОСТЫЕ».
Номер партии патронов состоит из буквы, обозначающей шифр группы партии патронов; двузначного числа, указывающего порядковый номер партии в группе.
Для образцовых патронов буквенное обозначение шифра группы партии заменяется обозначением «ОБ».
Маркировка партии пороха состоит из обозначения марки пороха, номера партии и года изготовления, указанных дробью, и условного обозначения завода-изготовителя пороха.

#### Маркировка патронного цинка
Маркировка на крышке металлической коробки содержит те же данные, что наносятся на боковую стенку патронного ящика. При этом указываемое в маркировке количество патронов и обтюраторов соответствует количеству их в металлической коробке.

#### Маркировка влагонепроницаемого пакета
Маркировка на влагонепроницаемом пакете содержит: условное обозначение патронов; надпись «ОБР. 43» (для 7,62-мм патронов обр. 1943 г.); количество патронов в пакете; отличительную полосу, характеризующую вид пули.

#### Маркировка патронной коробки и бумажного пакета
На картонные коробки и бумажные пакеты маркировка наносится в виде отличительной полосы или надписи. Отличительная полоса наносится на картонные коробки и бумажные пакеты, содержащие патроны с трассирующей пулей и с уменьшенной скоростью пули УС.
На бумажный пакет с 7,62-мм винтовочными снайперскими патронами наносится надпись «СНАЙПЕРСКИЕ».
Коммерческие патронные пачки, изготавливаемых из картона типографским способом, характеризуется яркой окраской и различными дизайнерскими изысками, чем они разительно отличаются от неброских военных упаковок. Причем это сделано специально, чтобы привлечь внимание покупателей, так как производителей патронов много.

## Правила маркировки боеприпасов стран НАТО
В странах НАТО патроны маркируют своими маркировками, которые придумывают специализированные лица. Эти правила маркировки могут как походить на правила маркировки СССР, так и категорически от них отличаться.